# 鳥取中部ふるさと広域連合
鳥取中部ふるさと広域連合（とっとりちゅうぶふるさとこういきれんごう）は、鳥取県倉吉市・三朝町・湯梨浜町・琴浦町及び北栄町の1市4町が設立している広域連合。
現在の広域連合長は石田耕太郎（倉吉市長）。

## 事務局
- 〒689-2111 鳥取県東伯郡北栄町土下112番地（北栄町役場北条庁舎2階）

### 主な事務内容
- 鳥取県中部地域の広域的な地域振興に関する事務
- ごみ処理施設（清掃工場・最終処分場）の設置及び管理運営
- し尿処理施設の設置及び管理運営
- 火葬場の設置及び管理運営（琴浦町を除く）
- 常備消防事務
- 地方税の滞納整理に関する事務
- 休日急患診療所に関する事務
- 介護保険に関する事務
- 鳥取県知事の権限に属する事務のうち、広域連合が処理することとされた事務。

### 沿革
- 1971年11月 一部事務組合4組合を統合し、鳥取県中部市町村共同施設管理組合となる。
- 1977年10月 鳥取県中部広域行政管理組合に改称。
- 1998年4月1日 広域連合に移行し、鳥取中部ふるさと広域連合に組織変更。鳥取県から直接権限の移譲を受ける。
- 2007年4月1日 事務局を北栄町役場北条庁舎に移転。

### 組織
- 議会
  - 議員定数：15人（倉吉市：7人、町：8人、関係市町の議員による互選）
- 執行機関
  - 広域連合長：1人（関係市町の長による互選）
  - 副広域連合長：4人（広域連合長以外の関係市町の長から選任）
  - 選任副広域連合長：1人（広域連合長が議会の同意を得て関係市町の副長から選任）
  - 会計管理者：1人（広域連合の職員から広域連合長が任命）
  - 監査委員：3人
  - 補助職員：162人（事務局：31人、消防局131人）
- 選挙管理委員会
  - 選挙管理委員：4人
- 固定資産評価審査委員会
  - 固定資産評価審査委員：6人
- 中部創生課
  - やらいや総務係
  - きないな企画係
- 税務課
  - 管理係
  - 徴収係
- 環境福祉課
  - 環境係
  - 福祉係
- 会計契約課
  - 会計契約係

### ごみ処理施設
- ほうきリサイクルセンター（清掃工場）
  - 鳥取県倉吉市巌城1637番地9
- クリーンランドほうき（最終処分場）
  - 鳥取県東伯郡北栄町国坂1607番地10

### し尿処理施設
- 中部クリーンセンター（し尿処理施設）
  - 鳥取県倉吉市小田468番地1

### 火葬場
- 鳥取中部ふるさと斎場（火葬場）
  - 鳥取県倉吉市円谷町346番1

### 休日急患診療所
- 中部休日急患診療所
  - 鳥取県倉吉市旭田町18番地

## 消防局

### 概要
- 本部の住所：〒682-0025 鳥取県倉吉市八屋307番地4
- 消防局名称：鳥取中部ふるさと広域連合消防局
- 消防署4カ所
- 主力機械（2011年4月1日現在）
  - 普通消防ポンプ自動車：5
  - 水槽付消防ポンプ自動車：3
  - はしご付消防自動車：1
  - 化学消防自動車：1
  - 高規格救急自動車：6
  - 救助工作車：2
  - 指揮車：5
  - 連絡車：1
  - 広報車：4

### 沿革
- 1972年4月 広域消防政令指定により、鳥取県中部市町村共同施設管理組合消防本部が発足する。
- 1977年10月 鳥取県中部広域行政管理組合消防本部に改称。
- 1998年4月1日 広域連合に移行し、鳥取中部ふるさと広域連合消防局に組織変更。

### 組織
- 総務課
  - 庶務係
  - 管理係
- 中部発信課
  - やらいや企画係
  - きないな観光係
- 警防課
  - 警防係
  - 救急係
- 指令課
  - 指令係
  - 情報係
- 予防課
  - 予防係
  - 危険物保安係

### 消防署
| 消防署       | 住所                                   |
| ------------ | -------------------------------------- |
| 倉吉消防署   | 鳥取県倉吉市八屋307番地4               |
| 西倉吉消防署 | 鳥取県倉吉市生田693番地1               |
| 羽合消防署   | 鳥取県東伯郡湯梨浜町はわい長瀬583番地5 |
| 琴浦消防署   | 鳥取県東伯郡琴浦町八橋674番地          |